# Московская епархиальная библиотека
Московская епархиальная библиотека — публичная библиотека Московской епархии Русской православной церкви, открытая в 1863 году.

## История
История библиотеки была связана с Обществом любителей духовного просвещения, открытого по благословению митрополита Филарета (Дроздова) 17 сентября 1863 года. Именно она объединяла деятельность общества. На протяжении почти сорока лет она располагалась в Высоко-Петровском монастыре в Москве; резолюция митрополита Филарета давала Обществу любителей духовного просвещения право занимать помещение.
В разные годы при библиотеке появилисьː
- церковно-археологический отдел (с 1900 года), образованный из отделов иконоведения (1869-1900) и историко-археологического отдела (1896-1900 годы);
- комиссия по осмотру и изучению вещественных памятников церковной старины Москвы и Московской епархии (1902 год). Она издала четыре тома трудов своих членов, а в отчете отдела за 1914—1915 академический год сообщалось о подготовке к изданию пятого;
- церковно-археологический музей (образован в 1870 году, возобновлен в 1900 году). Первоначально из-за недостатка места он находился поочередно в Чудовом, Даниловом и Высоко-Петровском монастырях в разных помещениях, но в 1900 году для него была освобождена постоянная комната в Высоко-Петровском монастыре.

В 1901-1902 годах библиотека, потребностям которой перестали отвечать монастырские помещения, переехала в Лихов переулок в здание Московского епархиального дома. В нём же расположились редакции духовных журналов «Московские церковные ведомости» и «Воскресные беседы», архив братства святителя Петра. Кроме братства святого Петра, при ней работали Кирилло-Мефодиевское братство и Миссионерское общество.
Максимальное количество посещений за год — 9 тыс. — было зарегистрировано в 1908-1909 академическом году. В этот же период было заявлено до 30 тыс. требований на книги.
В 1917-1918 годах библиотека предназначалась для пользования участников Поместного собора Православной российской церкви.

### Ликвидация
В 1918 году у Общества любителей духовного просвещения был отобран Епархиальный дом, общество прекратило существование. Часть документального собрания ОЛДП удалось перевезти в Румянцевский музей, ставший впоследствии основой для Государственной библиотеки СССР им. В. И. Ленина. Местонахождение большинства книг неизвестно.

## Книжное собрание
Епархиальная библиотека пополнялась благотворителями, главным образом через пожертвование личных книг. Первыми из них, послужившими основанием для библиотечного фонда, стали 400 томов протоиерея Московского Казанского собора Александра Невоструева и его брата, профессора Московской духовной семинарии Капитона Невоструева. Митрополит Филарет также пожертвовал библиотеке 14 томов творений отцов церкви до XII века и Библию с Новым заветом 1619 года. Император Александр II пожертвовал библиотеке издание Синайского кодекса.
С разрешения митрополита Филарета и по Указу духовной консистории № 6620 от 19 сентября 1863 года в библиотеку также стали передаваться рукописи и старопечатные книги на церковнославянском языке из монастырей и церквей Московской епархии.
Особый отдел Епархиальной библиотеки, который условно называли «Иванцевской библиотекой», составляли книги, переданные ей протоиереями Александром Иванцовым-Платоновым и Георгием Смирновым-Платоновым. Первый завещал Обществу любителей духовного просвещения 700 изданий и значительный капитал, второй — 4 тыс. томов.
С началом деятельности в Москве Обществ трезвости в читальном зале библиотеки появилось антиалкогольное отделение.

## Просветительская работа
В 1866 году в библиотеке силами Общества начали проводиться духовно-просветительские беседы для народа. Позже было организовано распространение духовной литературы. С 1870 года в библиотеке работал отдел распространения духовно-нравственных книг, перед которым ставилась задача рассылки книг и брошюр духовного содержания в отдаленные от столиц местаː большими тиражами, по невысокой цене или бесплатно. Для этого в Москве и за её пределами для этого были созданы книжные склады. Отдел также занимался открытием и поддержкой народных библиотек и читален.
Отдел публичных богословских чтений, ориентированный на интеллигенцию, в библиотеке появился в конце 1890-х годов. Многие из прочитанных лекций публиковались в духовных журналахː в частности, «Чтения Общества любителей духовного просвещения» и «Вера и церковь».
Для религиозного воспитания и образования детей и юношества в 1899 году при библиотеке был открыт законоучительный отдел, объединявший деятельность преподавателей Закона Божия.
С 1918 года в Московском епархиальном доме начались занятия Православной народной академии. Богословское образование сочеталось в нём со светским.